# Royal Hartigan
Royal Hartigan (* 1947) ist ein US-amerikanischer Weltmusikkünstler und Jazzmusiker (Schlagzeug, Perkussion, auch Piano, Komposition), Musikwissenschaftler und Hochschullehrer.

## Leben und Wirken
Hartigan wuchs in den Berkshires im westlichen Massachusetts auf, besuchte die Highschool in Pittsfield und erwarb 1968 einen ersten Abschluss in Philosophie am St. Michael’s College; den Bachelor of Arts in Afroamerikanischer Musik erhielt er 1981 an der University of Massachusetts Amherst, wo er bei Roland Wiggins, Frederick Tillis, Reggie Workman, Archie Shepp, Max Roach und Clifford Jarvis studiert hatte. Das Master- und Doktoranden-Studium absolvierte er in Musikethnologie an der Wesleyan University (Abschlüsse 1983 und 1986); er promovierte sich vergleichend über Trommelsprachen in Westafrika, der amerikanischen Ureinwohner und der Afroamerikaner, in Java und Südindien. Seine Hochschullehrer waren Ed Blackwell, Freeman Donkor, Abraham Adzenyah sowie Musiker aus Java, Indien, China und Westafrika.
Ab den späten 1970er Jahren spielte Hartigan im Raum Boston mit Michael William Gilber, Bill Lowe und David Bindman, ab Ende der 1980er-Jahre in Kalifornien in Fred Hos & The Afro-Asian Music Ensemble (Deadly She-Wolf Assassin at Armageddon!/Momma’s Song, 2005) und mit Hafez Modirzadeh, im folgenden Jahrzehnt außerdem mit Francis Wong (Pilgrimage, 1994) Jon Jang (Island: Immigrant Suite No. 1, 1995), Tyrone Henderson (Not So Unusual Blues, 1997), Gail Dobson sowie im Trio mit Mike Heffley und Joe Fonda. Ab den 2000er-Jahren arbeitete Hartigan mit Paul Austerlitz (Journey, 2007), Rudresh Mahanthappa (Kinsmen, 2007). Um 2008 entstand in Shanghai der Livemitschnitt Blood Drum Spirit: Live in China (Innova, mit Wes Brown, Art Hirahara und David Bindman). Im Bereich des Jazz war er zwischen 1978 und 2012 an 44 Aufnahmesessions beteiligt. In seinen Kompositionen verwendet Hartigan Elemente ghanaischer, indischer und philippinischer Musik, außerdem der Native Americans.
Hartigan unterrichtete Musikethnologie, afrikanische Perkussion und Weltmusik-Ensemblespiel an The New School for Social Research in New York und im Rahmen des Programms Liberal Studies an der Wesleyan University. Gegenwärtig (2017) unterrichtet er Weltmusik an der University of Massachusetts Dartmouth. Er legte u. a. das Buch West African Rhythms for Drumset (Manhattan Music Publications) vor.

## Diskographische Hinweise
- Bill Lowe, David Bindman, Wes Brown, Royal Hartigan, Kevin McNeal: Look on the Rainbow (Juba, 1987)
- Nathaniel Mackey, Hafez Modirzadeh, Royal Hartigan: Strick: Song of the Andoumboulou 16–25 (Spoken Engine, 1995)
- Royal Hartigan Ensemble: Blood Drum Spirit (1998)
- Bobby Bradford, Hafez Modirzade, Ken Filiano, Royal Hartigan: Live at the Magic Triangle (NoBusiness Records, 2017)